# Nyan Cat
Nyan Cat és el nom d'un vídeo de YouTube pujat l'abril de 2011 que es va convertir en un vídeo viral. Es tracta d'un gif animat de 8 bits d'un gat volant amb el cos d'un pop-tarts de cirera, deixant darrere seu un arc de Sant Martí, i amb la música de la cançó "Nyanyanyanyanyanyanya!". El vídeo va ser classificat en el número 5 en la llista dels vídeos de YouTube més vists l'any 2011.

## Cançó
La versió original de la cançó "Nyanyanyanyanyanyanya!" va ser pujada per l'usuari "daniwell" per al lloc de videos japonès Nico Nico Douga el 25 de juliol de 2010. La cançó va ser feta en Vocaloid amb la veu de Hatsune Miku. La paraula japonesa per al so que fan els gats és ""nyā" (にゃ)" (にゃ, "nyā"?), que és l'equivalent de la paraula en anglès "meow" i en català "meu".